# Muskö socken
Muskö socken i Södermanland ingick i Sotholms härad, ingår sedan 1971 i Haninge kommun och motsvarar från 2016 Muskö distrikt.
Socknens areal är 40,71 kvadratkilometer, varav 40,10 land. År 2000 fanns här 721 invånare. Ludvigsbergs herrgård, Musköbasen samt tätorten och kyrkbyn Muskö med sockenkyrkan Muskö kyrka ligger i socknen.

## Administrativ historik
Under medeltiden hörde Muskö till Häringe slott. Muskö socken bildades 1731 genom en utbrytning ur Västerhaninge socken. Som jordebokssocken bröts Muskö ur Västerhaninge först 1889.
Vid kommunreformen 1862 övergick socknens ansvar för de kyrkliga frågorna till Muskö församling och för de borgerliga frågorna till Muskö landskommun. Landskommunen inkorporerades 1952 i Västerhaninge landskommun som 1971 uppgick i Haninge kommun. Församlingen uppgick 2002 i Västerhaninge-Muskö församling.
1 januari 2016 inrättades distriktet Muskö, med samma omfattning som församlingen hade 1999/2000.  
Socknen har tillhört län, fögderier, tingslag och domsagor enligt vad som beskrivs i artikeln Sotholms härad. De indelta båtsmännen tillhörde Första Södermanlands båtsmanskompani.

## Geografi

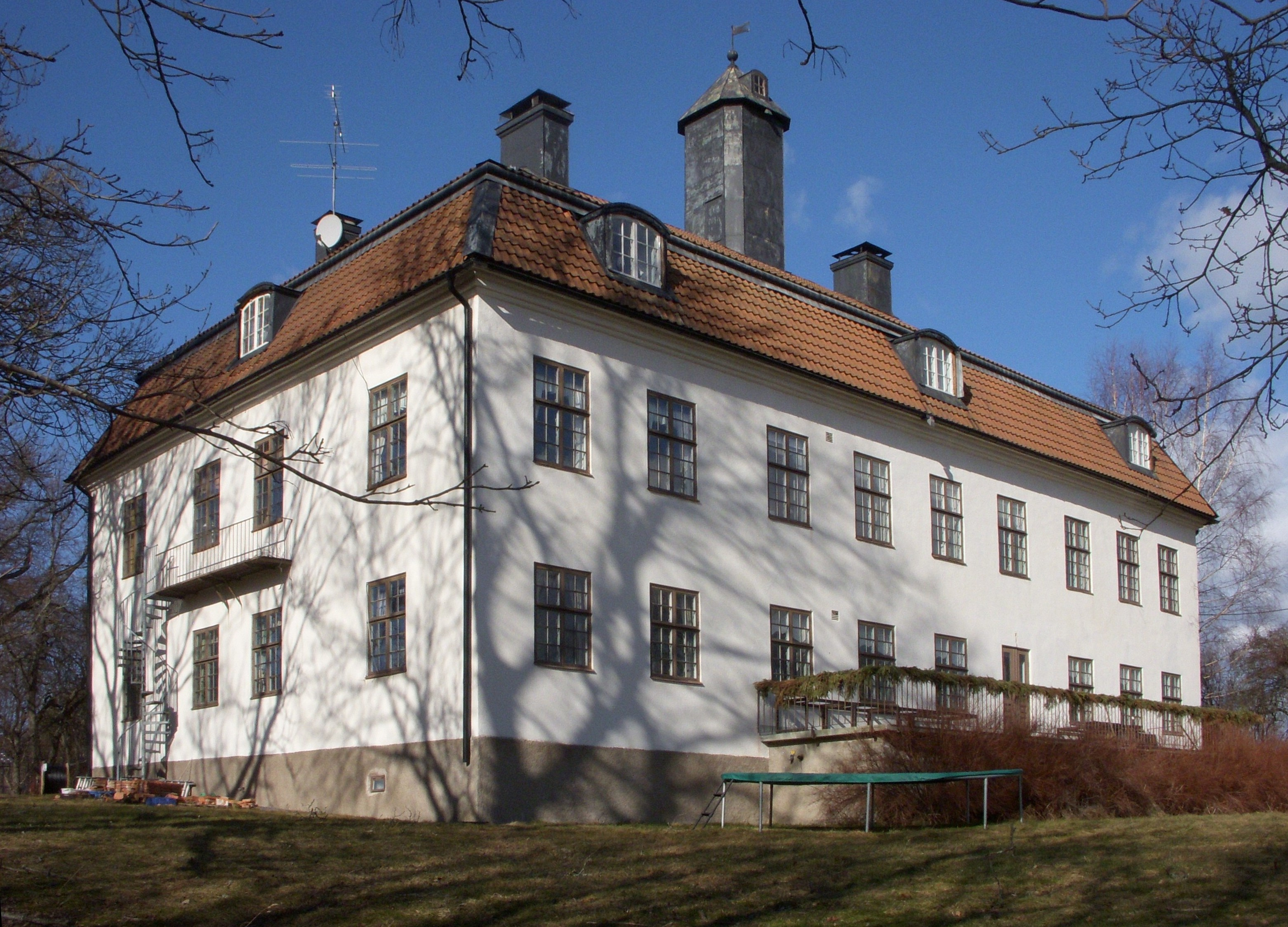
Ludvigsbergs herrgård.

Muskö socken består av huvudön Muskö och av kringliggande öar som Älvsnabben och Vitsgarn med Horsfjärden i väster och Mysingen i öster. Socknen är en kuperad skärgårdsbygd.
Sätesgårdar var Arbottna säteri och Ludvigsbergs herrgård.

### Geologi
Ön Muskö består av ett flertal öar som har växt samman genom landhöjningen. De gamla öarna är bergiga och bevuxna med gles hällmarksskog som interfolieras av bördiga dalgångar i det som tidigare var sund. Ett av sunden är fortfarande farbart tack vare Muskö kanal som binder samman Horsfjärden med Hammarviken.

### Landängen
Landängen var ett skärgårdstorp beläget på Muskö. Stamfastigheten Landängen 1:1 exploaterades som sommarstugeområde 1957. Inom fastigheten finns 45 tomter på cirka 4000 m² vardera och ungefär lika stor yta för vägar och icke bebodda ytor. Fastigheten ligger vid Horsfjärden med utlopp till fjärden Mysingen.

## Fornlämningar
Från järnåldern finns gravfält.

## Befolkningsutveckling
Befolkningen ökade från 326 1810 till 553 1880 varefter den med någon variation minskade till 326 1970. Därefter ökade folkmängden till 557 invånare 1990.

## Namnet
Namnet på ön (1278 Muskö) (1314) innehåller i förleden musk, mörker, skugga' med oklar tolkning.